# Instituut voor Toepassing van Atoomenergie in de Landbouw
Het Instituut voor Toepassing van Atoomenergie in de Landbouw (ITAL) was een in Wageningen gevestigd instituut verbonden aan de Landbouwhogeschool Wageningen (LH),
thans Wageningen University & Research (WUR). Het instituut stond in Wageningen-Hoog aan de Keijenbergseweg op het landgoed Oostereng. Mede aan de wieg van het instituut stond, namens de Landbouwhogeschool, Arie Schuffelen, hoogleraar bodemkunde en bemestingsleer. Het instituut werd op 8 oktober 1964 geopend. Eerste directeur, van 1964-1976, was Dick de Zeeuw (1924-2009). Later was Jacob Sybenga (1926-2025), hoogleraar aan Wageningen UR, directeur van het ITAL.
Op het instituut stond de Biologisch Agrarische Reactor Nederland. De reactor werd in 1980 gesloten, en tot eind jaren negentig stapsgewijs ontmanteld. Het instituut werd in 1988 opgeheven.

## Oprichting
Op 7 januari 1957 werd de Stichting Instituut voor Toepassing van Atoomenergie in de Landbouw opgericht met als doelstelling: "de bevordering van de Landbouw door middel van het stimuleren, het adviseren en het verrichten van onderzoek betreffende de toepassing van ioniserende stralen en het gebruik van isotopen en gemerkte verbindingen". Met de Europese Gemeenschap voor Atoomenergie (Euratom) werd in april 1961 een samenwerkingsverband gesloten. Euratom nam twee derde van de financiering voor haar rekening. Op 8 oktober 1964 werd het instituut officieel geopend.

## Gebouwen en onderzoek

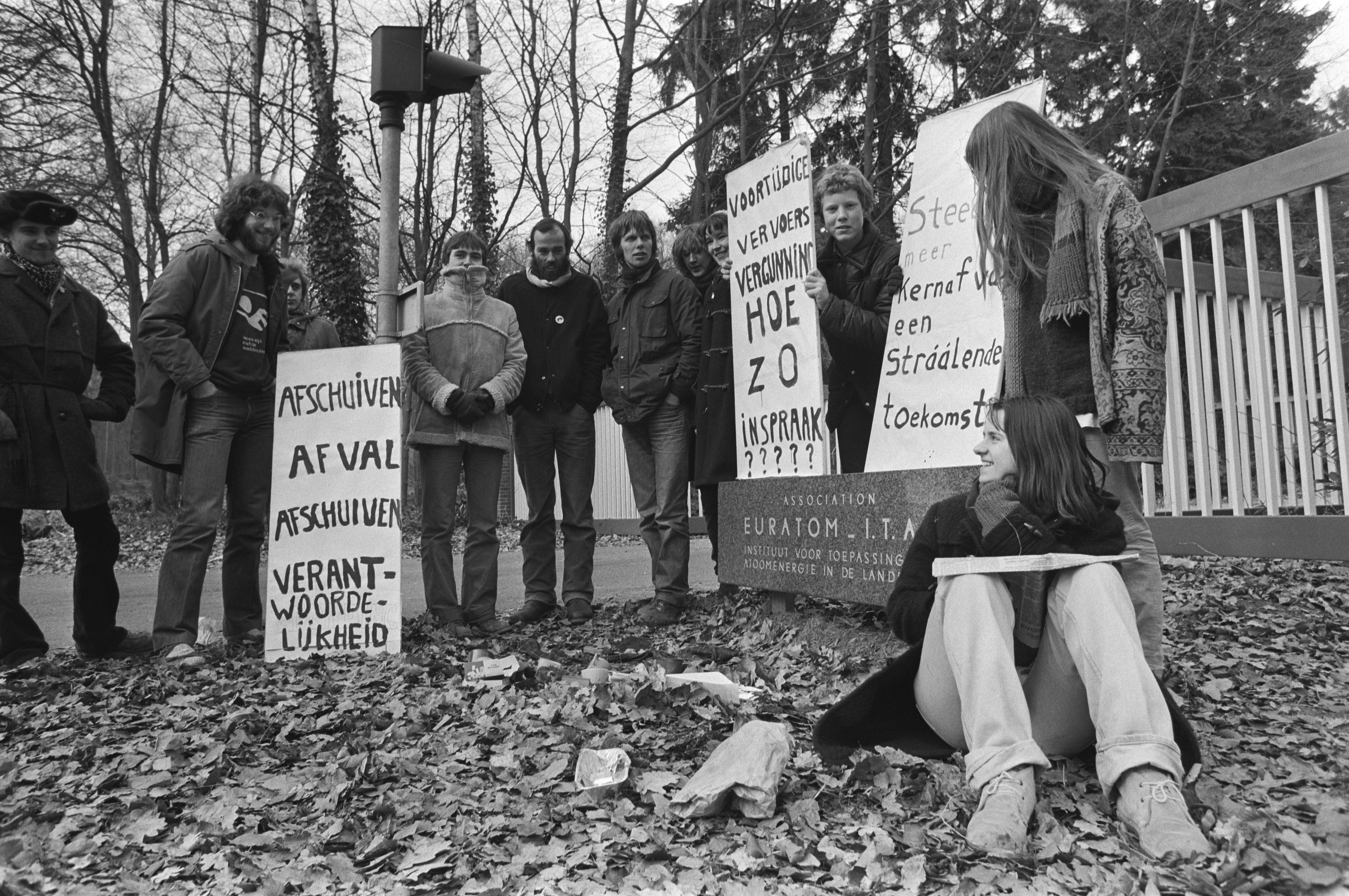
De Basisgroep Stop Kernenergie demonstreert aan de poort van ITAL tegen het transport van 22 oude splijtstofstaven, 23 februari 1982.

Het ITAL bestond uit verschillende onderdelen, en daarnaast stond op het complex ook een gebouw van het Proefbedrijf Voedselbestraling (PROVO).

#### Hoofdgebouw
Het hoofdgebouw bestond uit een kantoorgedeelte, het Radio Biologisch Laboratorium (RBL) in de oostelijke vleugel en het Radio Chemisch Laboratorium (RCL) in de noordwestelijke vleugel. Het onderzoek in het ITAL verschoof in de jaren zeventig en tachtig van onderzoek met radioactief materiaal naar onderzoek over genetische manipulatie.

#### Radio Biologisch Laboratorium
Het Radio Biologisch Laboratorium bevatte vier klimaatkamers van 35 m³. Het onderzoek in deze kamers werd ondersteund door een cesium-137-bron van 185 TBq. Deze cesiumbron stond bekend als "Caesar". Aan de oostelijke zijde van RBL werd in een kas onderzoek verricht dat werd ondersteund door een dubbele cesium-137-bron die in totaal goed was voor 11,1 TBq. Deze bron stond bekend als "Cecile". Naast de cesiumbronnen voor gammastraling werd er gebruik gemaakt van een röntgenapparaat voor de bestraling van kleine planten en insecten. Ook was er een elektronengenerator aanwezig voor het bestralen van voedsel en plantaardig materiaal met elektronenstraling. Met al deze bronnen werd onder andere de invloed van straling op de genen van planten en dieren onderzocht. In 1982 werden de cesiumbronnen afgevoerd naar ORIS Industries. Het Röntgenapparaat werd sinds 1984 niet meer gebruikt en in 1993 overgedragen aan de Röntgen Technische Dienst.

#### Radio Chemisch Laboratorium
In het Radio Chemisch Laboratorium werd hoofdzakelijk de invloed en het gedrag van radioactieve stoffen op en in de bodem onderzocht. Onderzoek werd gedaan naar de gevolgen van chemische en radioactieve vervuiling van de bodem. Onder andere hoe vervuiling zich in de grond verspreidt en hoe deze vervuiling door planten wordt opgenomen. Het onderzoek door het RCL werd buiten uitgevoerd in proefbakken (aan de oostzijde van het terrein) en in grondkolommen en binnen, in de kelder van het hoofdgebouw, waar klimaatomstandigheden nauwkeurig konden worden ingesteld.

#### Lysimeter
Op het terrein van het ITAL was sinds 1981 ook een lysimeter in gebruik. Hier werd in betonnen bakken onderzoek gedaan aan radioactief vervuilde grond. De grond uit deze bakken werd in 1991 afgevoerd.